# Ламердінген
Ламердінген (нім. Lamerdingen) — громада в Німеччині, знаходиться в землі Баварія. Підпорядковується адміністративному округу Швабія. Входить до складу району Остальгой. Складова частина об'єднання громад Бухле.
Площа — 34,24 км2. Населення становить 2096 ос. (станом на 31 грудня 2020).